# Simon Reay
Simon Reay ist ein britischer Kameramann. In den Medien ist er als Kameramann der Survival-Dokumentarfimreihe Abenteuer Survival bekannt geworden, in welcher er gelegentlich selbst zu sehen war.

## Arbeit als Kameramann
Simon Reay fing 1992 bei einem Londoner Fernsehsender als Kameramann und Sprecher zu arbeiten an.

### Abenteuer Survival
Die Fernsehserie Abenteuer Survival wurde 2006 zum ersten Mal im britischen Fernsehen ausgestrahlt. Sie wurde bis 2011 von Reay als Kameraführer gefilmt.